# Mr.Traveling Man
《Mr. Traveling Man》는 TOKIO의 33번째 싱글이다.

## 설명
- 멤버 마츠오카 마사히로 주연의 TBS계 금요드라마 《야왕 ∼YAOH∼》의 주제곡으로 타이업 되었다.
- 이 싱글로 《AMBITIOUS JAPAN!》 이후로 약 2년 4개월 만의 첫 등장 1위를 획득했다.
- 앨범 《Harvest》에는 〈Mr. Traveling Man(#2)〉가 수록되고 있다.
- PV는 귀신의 집을 배경으로, 마네킹등이 많이 사용되고 있다.

## 발매타입
- 통상반
- 첫회반 A
- 첫회반 B

## 수록곡
- 발매 타입의 따라 수록곡이 약간 다르다.

### 통상반
1. Mr. Traveling Man
  - 작사·작곡 : 시미즈 아키오
2. Love is here
  - 작사 : TAKESHI / 작곡 : 야마하라 카즈히로
3. 夜を吹き飛ばせ
  - 작사·작곡 : 나카하라 아키히코
4. 明日を目指して! (Piano Version)
  - 작곡 : 나가세 토모야
5. Mr. Traveling Man (Backing Track)

### 첫회반 A
1. Mr. Traveling Man
  - 작사·작곡 : 시미즈 아키오
2. Love is here
  - 작사 : TAKESHI / 작곡 : 야마하라 카즈히로
3. Mr. Traveling Man (Backing Track)

### 첫회반 B
1. Mr. Traveling Man
  - 작사·작곡 : 시미즈 아키오
2. 夜を吹き飛ばせ
  - 작사·작곡 : 나카하라 아키히코
3. Mr. Traveling Man (Backing Track)